# Tom Conway
Tom Conway (15 septembre 1904 - 22 avril 1967) est un acteur britannique.

## Biographie
Né Thomas Charles Sanders de parents anglais à Saint-Pétersbourg (Russie); son frère était l'acteur George Sanders, auquel il ressemble fortement, notamment par la voix. Lorsque survient la révolution russe en 1917, la famille rentre en Grande-Bretagne où, comme son frère, il étudie au Brighton College, une école privée de Brighton. Selon le site IMDB, Tom perdit un pile ou face contre son frère pour décider lequel changerait de nom pour éviter toute confusion.
Son plus notable rôle est celui de The Falcon dans la série du même nom, prenant la relève de son frère dans The Falcon's Brother, où ils partagent l'affiche. Conway fut aussi Sherlock Holmes après le départ de Basil Rathbone de la série radio de 1946 - 1947. En dépit d'une étrange similarité entre leurs voix, le public n'accepta pas le changement et il fut rapidement remplacé par John Stanley. Alors en contrat avec RKO Pictures, Conway joue dans trois films d'épouvante produits par Val Lewton, deux fois dans le rôle du Dr. Louis Judd dans deux films sans autre lien —Cat People (1942) et La Septième victime un an plus tard —- même si le personnage était tué dans le premier film. Son  troisième film produit par Val Lewton est Vaudou (I Walked with a Zombie) (1943). 
Sa carrière hollywoodienne décline dans les années 50, mais il travaille toujours pour le cinéma, la radio et la télévision en Angleterre. En 1951, Conway remplace Vincent Price dans le rôle-titre de la série radiophonique The Saint, reprenant un rôle joué au cinéma par son frère dix ans plus tôt. En octobre 1957, il interprète Max Collodi dans l'épisode "The Glass Eye" de la série Alfred Hitchcock Presents. Dans un retournement inattendu, le ventriloque était un nain et l'acteur était la poupée.
À la fin de sa vie, une mauvaise vue et un penchant pour l'alcool contribuèrent à sa mise à l'écart. Son frère cessa tout contact avec lui du fait de son problème de boisson.  
Malgré l'argent gagné à Hollywood, Conway aurait vécu dans un logement miteux à 2$ la nuit situé à Venice, en Californie d'après les journaux à scandales de l'époque.  
Le 22 avril 1967, il meurt d'une cirrhose à l'âge de 62 ans.

## Filmographie partielle
- 1941 : The Wild Man of Borneo de Robert B. Sinclair
- 1941 : Free and Easy de George Sidney
- 1941 : Le Trésor de Tarzan (Tarzan's Secret Treasure) de Richard Thorpe
- 1942 : Rio Rita, de S. Sylvan Simon
- 1942 : Grand Central Murder de S. Sylvan Simon
- 1942 : La Féline (Cat People) de Jacques Tourneur
- 1943 : Vaudou (I Walked with a Zombie) de Jacques Tourneur
- 1943 : La Septième Victime (The Seventh Victim) de Mark Robson
- 1943 : Le Faucon pris au piège (The Falcon Strikes Back) d'Edward Dmytryk
- 1944 : A Night of Adventure (en) de Gordon Douglas
- 1945 : Two O'Clock Courage  d'Anthony Mann
- 1946 : Tragique Rendez-vous (Whistle Stop) de Léonide Moguy
- 1947 : Dernière lune de miel (Lost Honeymoon) de Leigh Jason
- 1947 : Repeat Performance d'Alfred L. Werker
- 1947 : Fun on a Weekend de Andrew L. Stone
- 1948 : Un caprice de Vénus (One Touch of Venus) de William A. Seiter
- 1951 : La Femme du gorille (Bride of the Gorilla) de Curt Siodmak
- 1951 : Elle cherche un millionnaire (Painting the Clouds with Sunshine) de David Butler
- 1954 : Prince Vaillant (Prince Valiant) d'Henry Hathaway
- 1956 : Breakaway de Henry Cass
- 1956 : The She-Creature d'Edward L. Cahn
- 1957 : Voodoo Woman d'Edward L. Cahn